# 新埤 (大字)
新埤，原稱為新埤頭，是台灣屏東縣新埤鄉的一個傳統地域名稱，也是全鄉行政中心所在地，位於該鄉西南部。相較於今日行政區，其範圍大致包括新埤村不含北部東半段及最西段及西南部邊界地帶、建功村南部邊界地帶中西側一小段、箕湖村西北部邊界地帶中央偏南段。
本地區境內主要聚落為新埤頭、埔角、千三，設有新埤國小。

## 歷史
台灣日治初期，新埤地區為一街庄，稱為「新埤頭庄」（舊制街庄），隸屬於港東中里。該庄昔日北邊西至中段與打鐵庄、南岸庄為鄰，北邊東段及東邊與糞箕湖庄為鄰，南邊為新埤頭庄，西邊為牛埔庄、巷仔內庄。
1901年（日治明治三十四年）11月11日，全台廢縣廳改設二十廳，該庄隸屬於阿猴廳。1904年（明治三十七年）4月15日，該庄編入「新埤頭區」，隸屬於阿猴廳。1905年（明治三十八年）4月1日，阿猴廳改稱「阿緱廳」。1909年（明治四十二年）10月25日，全台合併二十廳為十二廳，新埤頭區仍隸屬於阿緱廳。1920年（大正九年）10月1日，全台地方制度大改正，廢十二廳改設五州二廳，該庄改制並簡化為「新埤」大字，隸屬於高雄州潮州郡新埤庄（新制街庄）。
戰後新埤庄改制為新埤鄉，隸屬於高雄縣，大字亦改制為村。1950年（民國39年）10月1日，高、屏分治，新埤鄉改隸屬於屏東縣。
相較於今日行政區，本地區的範圍大致包括建功村不含東北部及北部邊界地帶中西側一小段及西北端及南部邊界地帶中西側一小段、新埤村北部東半段及最西段、箕湖村西北部邊界地帶中段、萬隆村西南部凸出部分的西南側中央地帶。

## 聚落
本地區發展較早的聚落為新埤頭、埔角、千三，在日治期初期的官方地圖上已有記載。

## 交通
省道台1線又稱「縱貫公路」，是臺北至楓港的傳統平面幹道，經過本地區西部暨新埤聚落西側。由該道路北行可前往南州鄉東端、新埤鄉西北端、潮州鎮、萬巒鄉西南端、竹田鄉等地；南行可前往佳冬鄉、枋寮鄉、枋山鄉，並止於省道台26線路口。
縣道189號是屏東機場至林邊的道路，經過本地區的新埤聚落。由該道路北行可前往潮州鎮、竹田鄉、萬丹鄉、屏東市等地；南行（大方向，當地向西南西行）可前往林邊鄉，並止於林邊市區的省道台17線路口。
鄉道屏116線是新埤至萬安的道路，其西側端點（起點）位於本地區中西部略偏北、新埤聚落東北側的縣道189號路口。
鄉道屏118線是新埤至望嘉的道路，其西側端點（起點）位於本地區中西部、新埤聚落的縣道189號轉角路口，由此向東會經過本地區的千三聚落。
鄉道屏120線是南州至砂崙的道路，其東側端點（終點）位於本地區北部邊界地帶偏西側的縣道189號路口。

## 學校
- 新埤國小

## 公務機關
- 新埤鄉公所
- 屏東縣潮州戶政事務所新埤辦公室
- 屏東縣政府警察局潮州分局新埤分駐所